# Jets'n'Guns
Jets'n'Guns est un shoot them up horizontal développé en 2004 pour le système d'exploitation Microsoft Windows et édité par RakeInGrass Software.

## Histoire du développement
Très inspiré par les jeux Tyrian 2000, Project-X et Walker, les programmeurs de RakeInGrass ont voulu créer un jeu du type "détruire les ennemis, ramasser de l'argent, acheter des armes plus puissantes pour détruire encore plus d'ennemis". Le choix de la vision horizontale du jeu vient de la présence de nombreux éléments humoristiques (appareils avec des couteaux accrochés à fuselage, publicités vantant les mérites de la prochaine arme à acheter, etc) que le joueur rencontre au fur et à mesure de sa progression dans le jeu.
En avril 2006, une version pour Mac OS X est rendue disponible, suivie en décembre 2006 par une extension Jets'n'Guns Gold, ajoutant de nouveaux niveaux, de nouvelles armes, de nouveaux ennemis, et des tableaux décrivant le scénario entre chaque niveau.
La version du jeu actuelle est la 1.034. Un patch de traduction en français est disponible sur le site officiel.

## Bande-son
Composée par Machinae Supremacy, la bande-son du jeu possède 50 minutes de musique spécialement composée pour l'occasion.
On peut télécharger certaines chansons sur le site du groupe au format MP3 et au format Ogg Vorbis, de meilleure qualité et légèrement plus longues que celles du jeu.